# Анатолий Кръстев
Анатолий Цветанов Кръстев е български офицер, бригаден генерал, летец-пилот, 1 клас с пролетени над 2100 часа.

## Биография
Анатолий Кръстев е роден на 1 март 1963 г. в монтанското село Медковец. През 1981 г. завършва ЕСПУ „Поп Андрей“ в родното си село. Завършва ВВНУ „Георги Бенковски“ в Долна Митрополия през 1986 г. От 1986 г. е младши пилот в първо звено на 1-ва изтребителна авиоескадрила (иае) от 19 изтребителен авиополк в Граф Игнатиево, а от 1987 г – старши пилот. От 1988 г. е зам-командир на звено, а между 1989 и 1991 г. е командир на звено. В периода 1991 – 1994 г. е командир на 3-то звено, 1 иае, част от 2 учебно-боен авиополк в Каменец.
1994 –1996 г. – редовен слушател по специалността „КЩ, оперативно-тактически ВВС“ във ВА „Г. С. Раковски“ – София, като през 1996 г. завършва Военната академия в София.
1996 –1997 г. –началник-щаб, между 1997 и 1999 г. – командир на 2 убае, 12 убаб – Каменец
Бил е заместник-командир по летателната подготовка на 12-а учебна авиобаза (уаб) (1999 – 2000), заместник-командир по бойната подготовка на 12 УАБ (2000 – 2002) и командир на базата (2002 – 2006). През 2007 г. завършва колежа „Максуел“ на Военновъздушните сили на САЩ. Между 2007 и 2010 г. е командир на Въздушното училище „Георги Бенковски“ в Долна Митрополия. 2010 –2011 г. – помощник на началника на ВВС по подготовката В периода 2011 – 2014 г. е началник на щаба на Военновъздушните сили.
На 28 април 2014 г. полковник Кръстев е назначен на длъжността заместник-командир на Военновъздушните сили и удостоен с висше офицерско звание бригаден генерал, считани от 30 юни 2014 г. На 26 октомври 2016 г. бригаден генерал Анатолий Кръстев е освободен от длъжността заместник-командир на Военновъздушните сили. Летец-пилот 1 клас. Пролетени над 2100 часа. Летял е на самолетите Л-29, Л-39, РС-9М, Су-25, МиГ-21. Военно аташе в САЩ от 25 януари 2017 г.  до 24 януари 2021 г. На 25 ноември 2020 г. е назначен за директор на дирекция „Стратегическо планиране“, считано от 25 януари 2021 г. На 14 декември 2021 г. е освободен от длъжността директор на дирекция „Стратегическо планиране“ и от военна служба, считано от 1 март 2022 г.
Награждаван е с награден знак на Министерството на отбраната „За вярна служба под знамената“; Медали и предметни награди

## Военни звания
- Лейтенант (1986)
- Старши лейтенант (1989)
- Капитан (1993)
- Майор (1996)
- Подполковник (1999)
- Полковник (2003)
- Бригаден генерал (2014)